# Бэннер, Фиона
Фиона Бэннер (англ. Fiona Banner; также известна под псевдонимом The Vanity Press ― «Пресс тщеславия»; род. 23 июня 1966[…], Ливерпуль, Ланкашир) ― английская художница.

## Биография

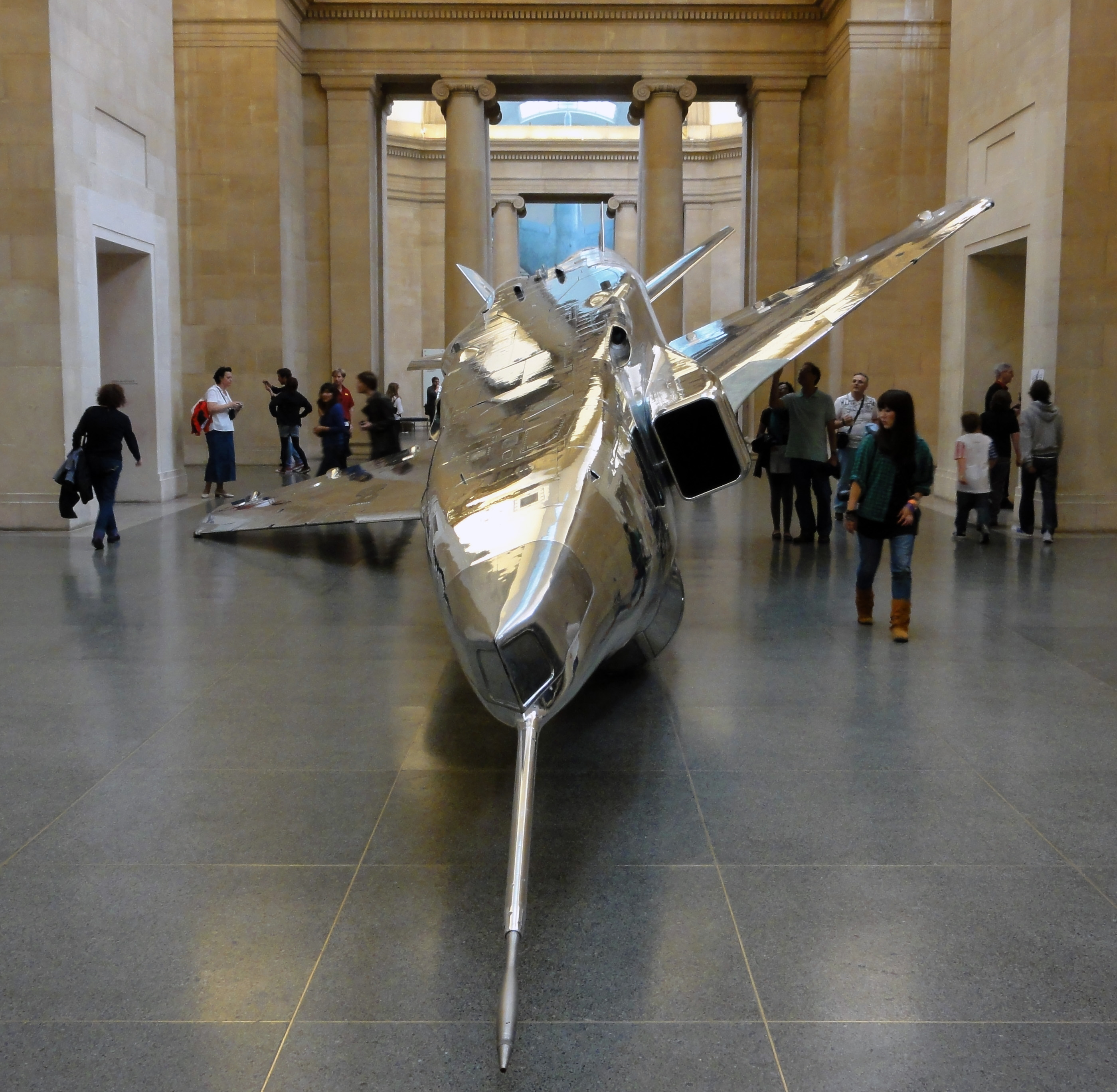
RAF Jaguar, установленный Бэннер. Британская галерея Тейт, 2010

Фиона Баннер родилась в городе Мерсисайд на северо-западе Англии. Училась сначала в Кингстонском университете, затем ― в Голдсмитс, который окончила в 1993 году. Уже в следующем году она провела свою первую персональную выставку в Кеннингтоне.
В 1995 году она среди прочих молодых британских художников приняла участие в XLVI Венецианской биеннале. Наряду с Джейком и Диносом Чепменами, Гэри Хьюмом, Сэмом Тейлором-Вудом, Таситой Дин и Дугласом Гордоном Бэннер называлась одним иp «ключевых имён» объединения молодых британских художников.
Её ранние работы имели форму так называемых «словесных пейзажей» или «неподвижных фильмов» ― подробных описаний действий разных художественных фильмах, включая «На гребне волны» (1991) и «Пустыня» (1994). Её работы представляли собой сплошные отдельные блоки текста, часто такой же формы и размера, что и киноэкран. В 1997 году она основала издательство «The Vanity Press», в котором опубликовала свои собственные произведения, такие как «Нэм», «Слово ублюдка» и «Самолёты-истребители со всего мира». «Нэм» (1997) ― книга объёмом 1000 страниц, в которой описаны сюжеты шести фильмов на тематику войны во Вьетнаме: «Апокалипсис сегодня», «Рождённый четвертого июля», «Охотник на оленей», «Цельнометаллическая оболочка», "Высота «Гамбургер» и «Взвод». В основе её работ лежат юмор, конфликт и язык.
Работы Бэннер были представлены на художественных выставках в Новой художественной ассоциации Ахена и в Центре современного искусства Данди. В 2002 году художница была номинирована на премию Тёрнера: на выставке во время мероприятий по вручению премии Бэннер представила билборд размером 6 х 4 метра, где розовым цветом было написано подробное описание действий в порнофильме под названием Arsewoman in Wonderland. The Guardian по этому случаю писал следующее: «Это искусство. Но порно ли это?»; газета пригласила Бена Дувра, «крупнейшую порнозвезду» прокомментировать творчество художницы. Однако премии в том году был удостоен ланкастерский художник Кит Тайсон.
В 2010 году Фиона Бэннер вошла в состав 10-й комиссии Дейвин Холл в Британской галереи Тейт; тогда по её инициативе были художественно преобразованы и выставлены для обозрения публики два выведенных из эксплуатации истребителя Королевских ВВС. Бэннер также приняла участие в следующих выставках: Runway AW17 в музей Де Понт, Тилбург, Нидерланды (2017), Buoys Boys, павильон Де Ла Варр, Бексхилл, Великобритания (2016), Scroll Down and Keep Scrolling, галерея Икон, Бирмингем, Великобритания (2015), Kunsthalle Nuremberg, Германия (2016), Wp Wp Wp, Йоркширский парк скульптур, Уэйкфилд (2014).
Среди работ Бэннер ― скульптуры, картины и инсталляции; в основе формы её творчества выступает текст. Она также рассмотрела идею классического, историко-художественного обнаженного тела, наблюдая модель жизни и транскрибируя позу и форму в том же духе, что и ее ранняя транскрипция фильмов.
В октябре 2010 года в открытом письме министру культуры Великобритании Джереми Ханту, подписанном также ещё 27 предыдущими номинантами премии Тёрнера и 19 её лауреатами, Баннер выступила против любых сокращений государственного финансирования сферы искусства. В этом письме подписанты настаивали на том, что искусство в Британии является «замечательным и плодородным ландшафтом для культуры и творчества».